# Detainment
Detainment es un cortometraje irlandés del año 2018, escrito y dirigido por Vincent Lambe, que trata sobre el asesinato de James Bulger.

## Argumento
En 1993, dos chicos de 10 años son detenidos por la policía por ser sospechosos de secuestrar y asesinar a un niño de 2 años en Merseyside, Inglaterra.

## Reparto
- Ely Solan como Jon.
- Leon Hughes como Robert.
- Will O'Connell como el Detective Dale.
- David Ryan como el Detective Scott.

## Recepción
En enero de 2019, Detainment fue nominada a un premio Óscar en la categoría Mejor cortometraje. Denise Fergus, la madre de James Bulger, manifestó su disgusto por la película y su nominación, asegurando que los cineastas no consideraron su opinión antes de realizar el proyecto. De hecho, promovió una campaña en Change.org para que la cinta fuera descalificada de los Óscar antes de que se anunciaran las nominaciones, la cual ha sido firmada por más de 166 000 personas (al 25 de enero de 2019). Por su parte, el director del filme, Vincent Lambe, dijo que no retiraría su candidatura al premio de la Academia porque estaría anulando el propósito de la película.